# حسن‌آباد (درآگاه)
حسن‌آباد روستایی در دهستان درآگاه بخش مرکزی شهرستان حاجی‌آباد استان هرمزگان ایران است.

## جمعیت
بر پایه سرشماری عمومی نفوس و مسکن در سال ۱۳۹۵ جمعیت این روستا ۱۲ نفر (۴خانوار) بوده‌است.